# Vak napraforgók
A Vak napraforgók (eredeti cím: Los girasoles ciegos) egy 2008-ban készült spanyol (galiciai) filmdráma. A filmet José Luis Cuerda rendezte, s a történet alapját  Alberto Méndez Los girasoles ciegos című könyve szolgáltatta. A filmet 15 Goya-díjra jelölték, végül a legjobb adaptált forgatókönyvnek járó díjat nyerte el.

## Történet
|  | Alább a cselekmény részletei következnek! |

A film 1940-ben játszódik Galiciában, a spanyol polgárháború után. Ricardo Mazo köztársaság párti íróként saját lakásában bujkálva kell élnie, félve a Franco-terrortól. Mindenki azt hiszi, hogy meghalt, s felesége, Elena egyedül neveli két gyermekét Elenita-t és Lorenzo-t. Elenita gyermeket vár egy kommunista költőtől (Lalo), s úgy döntenek átszöknek a zöldhatáron Portugáliában. Útközben Elenita megszüli gyermekét, de ő maga meghal. Lalo és a gyermek megpróbál átmenni a határon, s mikor kiérnek az erdőből Lalo megúszták az átlépést, de ekkor a portugál határőrök lelövik. Eközben Lorenzo-nak új tanára lesz, Salvador diakónus (szerpap), aki megjárta a polgárháborút, s már nem biztos az egyház melletti elkötelezettségében. Salvador szerelmes lesz Elenába, akiről azt hiszi, hogy özvegy, ugyanakkor egy volt katonatársától tudomást szerez lánya szökéséről. Amikor először elmegy a lakásukra, a fürdőben egy borotvától gyanút kap, hogy férje még él, de ezt még kimagyarázza Elena. Ricardo és Elena úgy dönt, megpróbálnak ők is Portugáliba szökni. Salvador azonban a nő elutasítottságától egyre ingerültebb lesz, s újra elmegy Mazóékhoz, és meg akarja erőszakolni Elenát. Erre a szekrény mögött rejtőzködő férje, Ricardo előjön, hogy elhajtsa a diakónust. Salvador azonnal szétkürtöli a házban, hogy egy kommunista lakik itt, mire Ricardo öngyilkos lesz, kiugrik az ablakon. Elena és Lorenzo ezután elköltöznek Orense-ből. 
|  | Itt a vége a cselekmény részletezésének! |

## Szereplők
| Szereplő              | Színész             |
| --------------------- | ------------------- |
| Elena López Reinares  | Maribel Verdú       |
| Ricardo Mazo Torralba | Javier Cámara       |
| Salvador diakónus     | Raúl Arévalo        |
| Lorenzo Mazo López    | Roger Príncep       |
| Eulalio 'Lalo' Peciña | Martín Rivas        |
| Elena Mazo López      | Irene Escobar       |
| rektor                | José Ángel Egido    |
| Fernández             | Ricardo de Barreiro |

## Nézettség
A Vak napraforgók Spanyolországban igen erősen kezdett, 5 hét után az egyik legnagyobb bevételt hozó 2008-as filmnek számított, míg a galiciai filmek közül messze a legnagyobb sikerű volt.
Végül a 7. legnagyobb bevételt hozó hazai film lett 2008-ban, Spanyolországban, 710 318 nézővel, és  4.073.177 euró bevétellel. A bevétel így sem haladta meg a gyártási költséget, ami körülbelül 5 000 000 euró volt.